# طب مقارن
الطب المقارن (بالإنجليزية: Comparative medicine)‏ هوَ فِرع مُستقل من الطب التجريبي الذي يستخدم النماذج الحيوانية للأمراض البشرية والحيوانية في البُحوث الطبية البيولوجية.